# Arrondissement de Charleroi (Jemmapes)
Pour les articles homonymes, voir Arrondissement de Charleroi.
L'arrondissement de Charleroi est une ancienne subdivision administrative française du département de Jemmapes créée le 11 septembre 1802 dans le cadre de la nouvelle organisation administrative mise en place par Napoléon Ier en Belgique et supprimé le 11 avril 1814, après la chute de l'Empire.

## Composition
Il regroupait initialement les cantons de Beaumont, Binche, Charleroi, Chimay, Fontaine-l'Évêque, Gosselies, Merbes-le-Château, Seneffe et Thuin. À la chute de l'Empire, le 11 avril 1814, il cessa d'exister en tant qu’arrondissement français.